# 切割高原
切割高原（英語：Dissected plateau）是指遭到嚴重侵蝕、地形清晰的高原。這種類型的高原可以被稱為山區，但切割高原與因造山運動而形成的山脈的區別在於切割高原缺乏伴隨因造山運動所導致的褶皺、變質作用，以及廣泛的斷層或岩漿活動。

## 形成
通常在相對較小的規模上，通過在冰蓋或冰蓋下方刨平和沉積地形可形成一座切割高原。
隨後，在同一次或後來的冰川時代期間，冰川平原的邊緣被冰川移走，留下高原，水的侵蝕將山谷切開。這樣的高原可能是水平的，也可能是緩坡的。
被切割的火山高原包括美國新墨西哥州的帕杰里托高原，位於巨大的火山口邊緣。
美國的亞利加尼高原、坎伯蘭高原、奧扎克高原、 和卡茨基爾山脈 、澳大利亞的藍山和霍恩斯比高原以及印度的德干高原都是區域隆升後形成的解剖高原。
這些古老的構造抬升被小溪和河流侵蝕，形成陡峭的地勢，無法立即與山脈區分開來。